# 1957 في تونس
فيما يلي قوائم الأحداث التي وقعت خلال عام 1957 في تونس.

## سياسة

### تعيين في المنصب
- 1 يناير – محمد عبد العزيز جعيط مفتي الجمهورية.
- 25 يوليو – الحبيب بورقيبة رئيس الجمهورية التونسية.

### انتهاء فترة المنصب
- 25 يوليو – الحبيب بورقيبة رئيس حكومة تونس.
- 25 يوليو – محمد الأمين باي ملك تونس.

## مواليد

### يناير
- 1 يناير – فوزية العلوي

### مارس
- 21 مارس – يوسف رزوقة شاعر تونسي.

### أبريل
- 4 أبريل – مقداد السهيلي مغني تونسي.

### مايو
- 17 مايو – محمد الأمين الشخاري سياسي تونسي.
- 26 مايو – سمير الطيب سياسي من تونس.

### يونيو
- 8 يونيو – دوف عطية
- 11 يونيو – عمار السويح لاعب كرة قدم تونسي.

### يوليو
- 25 يوليو – صلاح الدين الزحاف سياسي من تونس.

### أكتوبر
- 1 أكتوبر – محمد بحر مغني تونسي.
- 17 أكتوبر – توفيق الجلاصي سياسي من تونس.
- 17 أكتوبر – ناجي جلول
- 20 أكتوبر – أنور ابراهم
- 22 أكتوبر – عبد العزيز الرصاع مهندس تونسي.

### ديسمبر
- 23 ديسمبر – عصام الشابي سياسي من تونس.

## وفيات

### يناير
- 31 يناير – الحبيب الجلولي (مواليد 1879) سياسي تونسي.

### يونيو
- 21 يونيو – موريس اودان (مواليد 1932) سياسي جزائري.